# Thomas Bromley (2e baron Montfort)
Thomas Bromley, 2e baron Montfort, également connu sous le nom de Lord Montford (janvier 1733 - 24 octobre 1799), est un homme politique britannique. 

## Biographie
Il est le seul fils et héritier d'Henry Bromley (1er baron Montfort) et Frances Wyndham, fille de Thomas Wyndham, sœur et héritière de Francis Wyndham, 4e baronnet de Trent, Somerset. Il est élu au Parlement en tant que l'un des deux représentants de Cambridge en 1754, poste qu'il occupe jusqu'à l'année suivante, lorsqu'il entre à la Chambre des lords à l'âge de 21 ans après le suicide de son père. Son siège aux Communes est repris sans opposition par son beau-frère Charles Cadogan, qui est ensuite élevé dans la pairie lui-même en tant que 1er comte Cadogan. 
Il achète une maison de sept chambres à Sunbury-on-Thames en face de la Tamise pour y séjourner lors de son voyage d'affaires à Londres en 1783. Plus tard, le capitaine Lendy fait l'acquisition de cette maison, qui est devenue Lendy Place. Une rue adjacente construite sur une partie de ses jardins s'appelle Montford Close. 
Il meurt en octobre 1799, à l'âge de 66 ans. Son fils unique, Henry, lui succède comme baron. Lord Montfort épouse Mary Anne Blake, sœur du député Patrick Blake, 1er baronnet de Langham, dans le Suffolk à Marylebone en 1772. 